# Avenue Guillaume Lefever

L'avenue Guillaume Lefever est une avenue bruxelloise de la commune d'Auderghem qui relie l'avenue de l'Église Saint-Julien à l'avenue Josse Smets sur une longueur de 110 mètres.

## Historique et description
La naissance de ce quartier date de 1908, quand la famille Plissart fit don de quelques terrains pour y bâtir une église.
L'avenue fut aménagée après la Première Guerre mondiale. Sur décision de collège échevinal du 6 juin 1925, le nom de la rue est attribué au sergent Guillaume Lefever, né le 17 juillet 1893 à Auderghem, tué le 7 septembre 1914 à Pommeroeul lors de la première guerre mondiale. Sa sœur exprima le vœu de rapatrier sa dépouille à Auderghem, mais ne pouvant elle-même assumer les frais de ce retour, les autorités auderghemoises s'en chargèrent. Guillaume Lefever fut enterré solennellement à Auderghem, le 21 juillet 1922.
- Premier permis de bâtir délivré le 10 avril 1926 pour le n° 8.